# Сезар (кинопремия, 1980)
5-я церемония вручения наград премии «Сезар» (также известной как Ночь Сезара (фр. Nuit des César)) за заслуги в области французского кинематографа за 1979 год состоялась 2 февраля 1980 года в концертном зале «Плейель» (Париж, Франция). Президентом церемонии выступил актёр Жан Маре.

## Список лауреатов и номинантов
Количество наград/номинаций:
- 3/6: «Тэсс»
- 0/5: «И… как Икар» / «Чёрная серия»
- 2/4: «Дон Жуан»
- 1/4: «Свет женщины» / «Холодные закуски»
- 1/3: «Уловка»
- 0/3: «Смелей бежим»
- 1/2: «Гуляка»
- 0/2: «Странная девчонка» / «Сёстры Бронте» / «Парсифаль Галльский»
- 1/1: «Война полиций» / «Удар головой» / «Сбежавшая любовь» / «Маленький Пьер» / «Собачий разговор» / «Завтра девочка опоздает в школу» / «Манхэттен»

### Основные категории
• Победители выделены отдельным цветом. 
| Категории                                                                              | Лауреаты и номинанты                                                                                        | Лауреаты и номинанты                                                                                        |
| -------------------------------------------------------------------------------------- | --- | --- |
| Лучший фильм                                                                           | • Тэсс / Tess (режиссёр: Роман Полански)                                                                    | • Тэсс / Tess (режиссёр: Роман Полански)                                                                    |
| Лучший фильм                                                                           | • Свет женщины / Clair de femme (режиссёр: Коста-Гаврас)                                                    | |
| Лучший фильм                                                                           | • Дон Жуан / Don Giovanni (режиссёр: Джозеф Лоузи)                                                          | |
| Лучший фильм                                                                           | • И… как Икар / I… comme Icare (режиссёр: Анри Вернёй)                                                      | |
| Лучший режиссёр                                                                        | | • Роман Полански за фильм «Тэсс»                                                                            |
| Лучший режиссёр                                                                        | • Коста-Гаврас — «Свет женщины»                                                                             | |
| Лучший режиссёр                                                                        | • Джозеф Лоузи — «Дон Жуан»                                                                                 | |
| Лучший режиссёр                                                                        | • Жак Дуайон — «Странная девчонка» (фр.)                                                                    | |
| Лучший актёр                                                                           | | • Клод Брассёр — «Война полиций» (за роль комиссара Жака Фуша)                                              |
| Лучший актёр                                                                           | • Патрик Девер — «Чёрная серия» (фр.) (за роль Франка Пупара)                                               | |
| Лучший актёр                                                                           | • Ив Монтан — «И… как Икар» (за роль прокурора Анри Вольне)                                                 | |
| Лучший актёр                                                                           | • Жан Рошфор — «Смелей бежим» (фр.) (за роль Мартена Бельомма)                                              | |
| Лучшая актриса                                                                         | | • Миу-Миу — «Уловка» (фр.) (за роль Мари)                                                                   |
| Лучшая актриса                                                                         | • Настасья Кински — «Тэсс» (за роль Тэсс Дарбифильд)                                                        | |
| Лучшая актриса                                                                         | • Доминик Лаффен — «Плачущая женщина» (фр.) (за роль Доминик)                                               | |
| Лучшая актриса                                                                         | • Роми Шнайдер — «Свет женщины» (за роль Лидии Товальски)                                                   | |
| Лучший актёр второго плана                                                             | | • Жан Буиз — «Удар головой» (за роль Сивардьера)                                                            |
| Лучший актёр второго плана                                                             | • Мишель Омон — «Смелей бежим» (за роль Франки)                                                             | |
| Лучший актёр второго плана                                                             | • Бернар Блие — «Чёрная серия» (за роль Стаплена)                                                           | |
| Лучший актёр второго плана                                                             | • Бернар Жиродо — «Военврач» (за роль Франсуа)                                                              | |
| Лучшая актриса второго плана                                                           | | • Николь Гарсиа — «Гуляка» (фр.) (за роль Мари-Франс)                                                       |
| Лучшая актриса второго плана                                                           | • Мириам Буайе (фр.) — «Чёрная серия» (за роль Жанны)                                                       | |
| Лучшая актриса второго плана                                                           | • Доминик Лаванан (фр.) — «Смелей бежим» (за роль Матильды)                                                 | |
| Лучшая актриса второго плана                                                           | • Мария Шнайдер — «Уловка» (за роль Малу)                                                                   | |
| Лучший сценарий, диалоги и адаптация (фр. Meilleur Scénario, Dialogues ou Adaptation)  | | • Бертран Блие — «Холодные закуски»                                                                         |
| Лучший сценарий, диалоги и адаптация (фр. Meilleur Scénario, Dialogues ou Adaptation)  | • Жак Дуайон — «Странная девчонка»                                                                          | |
| Лучший сценарий, диалоги и адаптация (фр. Meilleur Scénario, Dialogues ou Adaptation)  | • Дидье Декуэн (фр.), Анри Вернёй — «И… как Икар»                                                           | |
| Лучший сценарий, диалоги и адаптация (фр. Meilleur Scénario, Dialogues ou Adaptation)  | • Ален Корно, Жорж Перек — «Чёрная серия»                                                                   | |
| Лучшая музыка к фильму                                                                 | | • Жорж Делерю — «Сбежавшая любовь»                                                                          |
| Лучшая музыка к фильму                                                                 | • Владими́р Косма́ — «Уловка»                                                                                 | |
| Лучшая музыка к фильму                                                                 | • Эннио Морриконе — «И… как Икар»                                                                           | |
| Лучшая музыка к фильму                                                                 | • Филипп Сард — «Тэсс»                                                                                      | |
| Лучший монтаж                                                                          | • Реджинальд Бек (англ.) — «Дон Жуан»                                                                       | • Реджинальд Бек (англ.) — «Дон Жуан»                                                                       |
| Лучший монтаж                                                                          | • Клодин Мерлен (фр.) — «Холодные закуски»                                                                  | |
| Лучший монтаж                                                                          | • Анри Ланоэ (фр.) — «Гуляка» (фр.)                                                                         | |
| Лучший монтаж                                                                          | • Тьерри Дерокле — «Чёрная серия»                                                                           | |
| Лучший монтаж                                                                          | • Клодин Мерлен — «Сёстры Бронте»                                                                           | |
| Лучшая работа оператора                                                                | • Гислен Клоке — «Тэсс»                                                                                     | • Гислен Клоке — «Тэсс»                                                                                     |
| Лучшая работа оператора                                                                | • Жан Пензер (фр.) — «Холодные закуски»                                                                     | |
| Лучшая работа оператора                                                                | • Нестор Альмендрос — «Парсифаль Галльский»                                                                 | |
| Лучшая работа оператора                                                                | • Брюно Нюиттен — «Сёстры Бронте»                                                                           | |
| Лучшие декорации (фр. Meilleurs Décors)                                                | • Александр Траунер — «Дон Жуан»                                                                            | • Александр Траунер — «Дон Жуан»                                                                            |
| Лучшие декорации (фр. Meilleurs Décors)                                                | • Теобальд Мёрисс (фр.) — «Холодные закуски»                                                                | |
| Лучшие декорации (фр. Meilleurs Décors)                                                | • Жак Сольнье (фр.) — «И… как Икар»                                                                         | |
| Лучшие декорации (фр. Meilleurs Décors)                                                | • Пьер Гюффруа — «Тэсс»                                                                                     | |
| Лучший звук                                                                            | • Пьер Гаме (фр.) — «Свет женщины»                                                                          | • Пьер Гаме (фр.) — «Свет женщины»                                                                          |
| Лучший звук                                                                            | • Ален Лашассань (фр.) — «Мартин и Леа» (фр.)                                                               | |
| Лучший звук                                                                            | • Жан-Пьер Ру (фр.) — «Парсифаль Галльский»                                                                 | |
| Лучший звук                                                                            | • Пьер Ленуар (фр.) — «Возвращение к возлюбленной» (фр.)                                                    | |
| Лучший короткометражный документальный фильм (фр. Meilleur court-métrage documentaire) | • Маленький Пьер / Petit Pierre (режиссёр: Эмманюэль Кло)                                                   | • Маленький Пьер / Petit Pierre (режиссёр: Эмманюэль Кло)                                                   |
| Лучший короткометражный документальный фильм (фр. Meilleur court-métrage documentaire) | • Жорж Демени / Georges Demenÿ (режиссёр: Жоель Фарж)                                                       | |
| Лучший короткометражный документальный фильм (фр. Meilleur court-métrage documentaire) | • Panoplie (режиссёр: Филипп Гошеран)                                                                       | |
| Лучший короткометражный документальный фильм (фр. Meilleur court-métrage documentaire) | • Le Sculpteur parfait (режиссёр: Рафи Тумайан)                                                             | |
| Лучший короткометражный игровой фильм (фр. Meilleur court-métrage de fiction)          | • Собачий разговор / Colloque de chiens (режиссёр: Рауль Руис)                                              | • Собачий разговор / Colloque de chiens (режиссёр: Рауль Руис)                                              |
| Лучший короткометражный игровой фильм (фр. Meilleur court-métrage de fiction)          | • Nuit féline (режиссёр: Жерар Маркс)                                                                       | |
| Лучший короткометражный игровой фильм (фр. Meilleur court-métrage de fiction)          | • Sibylle (режиссёр: Робер Каппа)                                                                           | |
| Лучший короткометражный анимационный фильм (фр. Meilleur court-métrage d'animation)    | • Завтра девочка опоздает в школу / Demain la petite fille sera en retard à l'école (режиссёр: Мишель Боше) | • Завтра девочка опоздает в школу / Demain la petite fille sera en retard à l'école (режиссёр: Мишель Боше) |
| Лучший короткометражный анимационный фильм (фр. Meilleur court-métrage d'animation)    | • Синяя борода / Barbe bleue (режиссёр: Оливье Гийон)                                                       | |
| Лучший короткометражный анимационный фильм (фр. Meilleur court-métrage d'animation)    | • Les troubles fêtes (режиссёр: Бернар Паласиос)                                                            | |
| Лучший иностранный фильм (фр. Meilleur film étranger)                                  | • Манхэттен / Manhattan (США, режиссёр: Вуди Аллен)                                                         | • Манхэттен / Manhattan (США, режиссёр: Вуди Аллен)                                                         |
| Лучший иностранный фильм (фр. Meilleur film étranger)                                  | • Апокалипсис сегодня / Apocalypse Now (США, режиссёр: Фрэнсис Форд Коппола)                                | |
| Лучший иностранный фильм (фр. Meilleur film étranger)                                  | • Волосы / Hair (США, ФРГ, режиссёр: Милош Форман)                                                          | |
| Лучший иностранный фильм (фр. Meilleur film étranger)                                  | • Жестяной барабан / Die Blechtrommel (ФРГ, Франция, Польша, Югославия, режиссёр: Фолькер Шлёндорф)         | |

### Специальная награда
| Награда          | Лауреаты         |
| ---------------- | ---------------- |
| Почётный «Сезар» | • Пьер Бронберже |
| Почётный «Сезар» | • Луи де Фюнес   |
| Почётный «Сезар» | • Кирк Дуглас    |